# Idiops sylvestris
Espèce
Synonymes
- Acanthodon sylvestris Hewitt, 1925

Idiops sylvestris est une espèce d'araignées mygalomorphes de la famille des Idiopidae.

## Distribution
Cette espèce est endémique du Limpopo en Afrique du Sud,.

## Étymologie
Son nom d'espèce du suffixe latin sylvestris, sylvestre, lui a été donné en référence au lieu de sa découverte, la Woodbush Forest Reserve.

## Publication originale
- Hewitt, 1925 : Descriptions of some African Arachnida. Records of the Albany Museum, vol. 3, p. 277-299.